# Zelczyna
Zelczyna – wieś w Polsce położona w województwie małopolskim, w powiecie krakowskim, w gminie Skawina, przy drodze krajowej nr 44.
W latach 1975–1998 miejscowość administracyjnie należała do województwa krakowskiego.
W roku 2021 we wsi mieszkało 999 osób, z czego 52,4% stanowiły kobiety, a 47,6% mężczyźni.
Przez Zelczynę przebiega linia kolejowa 94 ze stacją Zelczyna.
W miejscowości znajduje się dwór z końca XIX w., pozostałości parku dworskiego oraz Szkoła Podstawowa im. Walerego Goetla.
Wierni kościoła rzymskokatolickiego należą do parafii Krzęcin.